# Langenzenn
Langenzenn – miasto w Niemczech, w kraju związkowym Bawaria, w rejencji Środkowa Frankonia, w regionie Planungsregion Nürnberg, w powiecie Landkreis Fürth. Leży w Okręgu Metropolitalnym Norymbergi, około 21 km na zachód od Norymbergi i około 13 km na północny zachód od Zirndorfu, nad rzeką Zenn, przy drodze krajowej B8 i linii kolejowej Markt Erlbach – Norymberga.

## Podział administracyjny

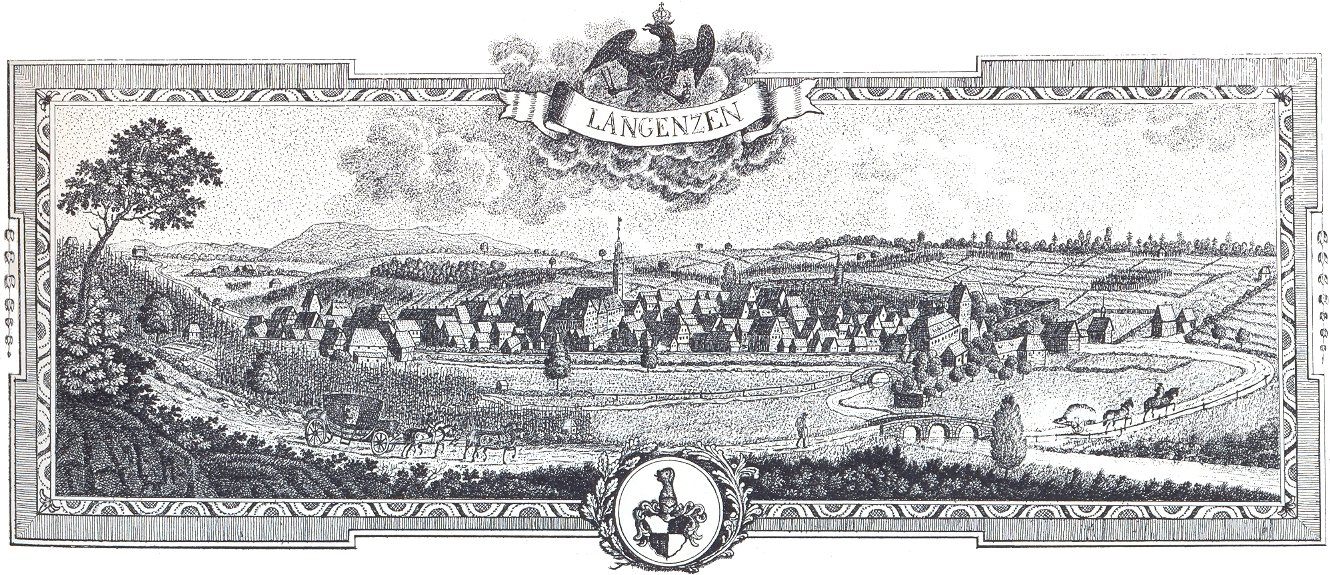
Miasto w 1800

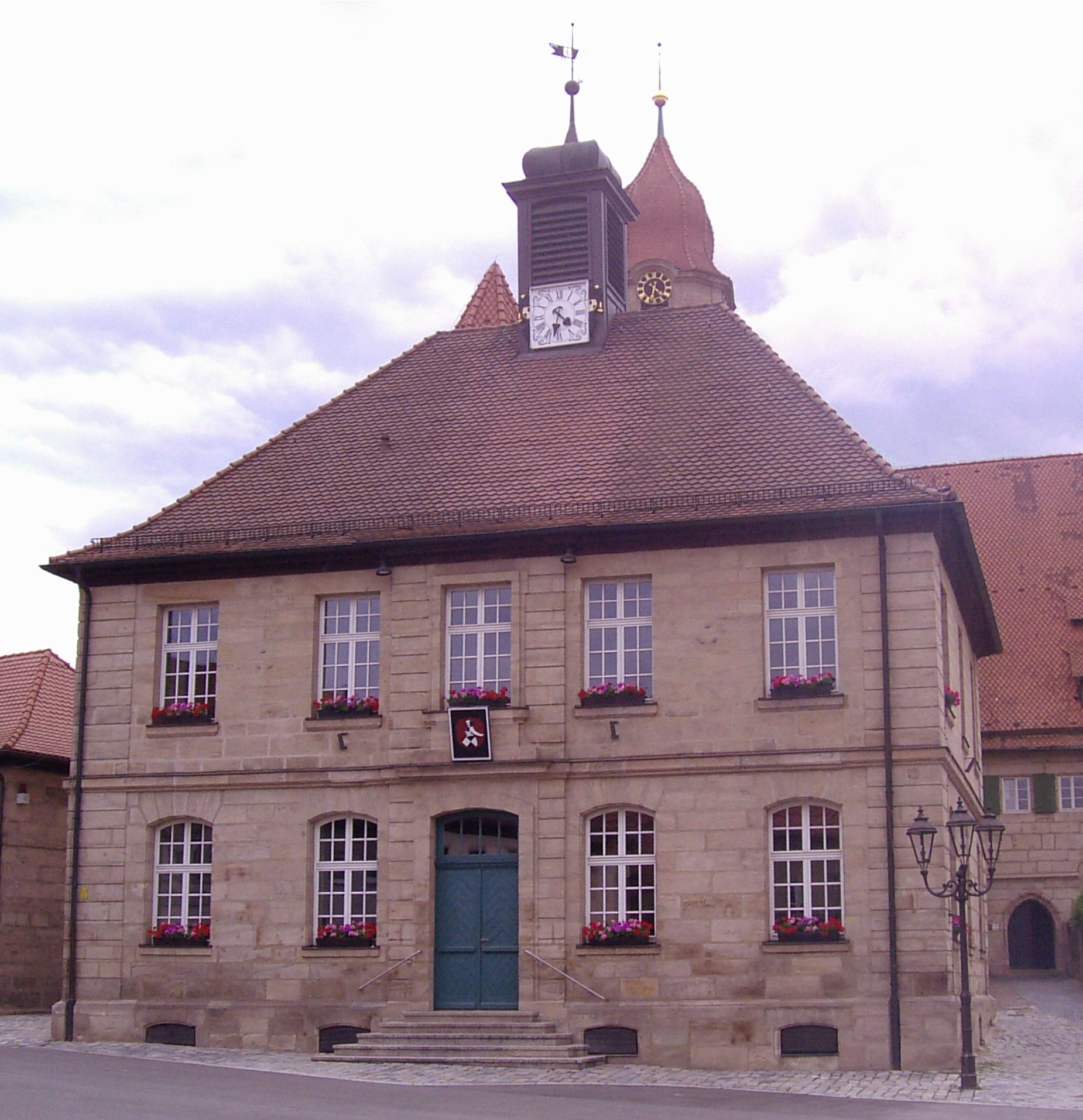
Stary Ratusz

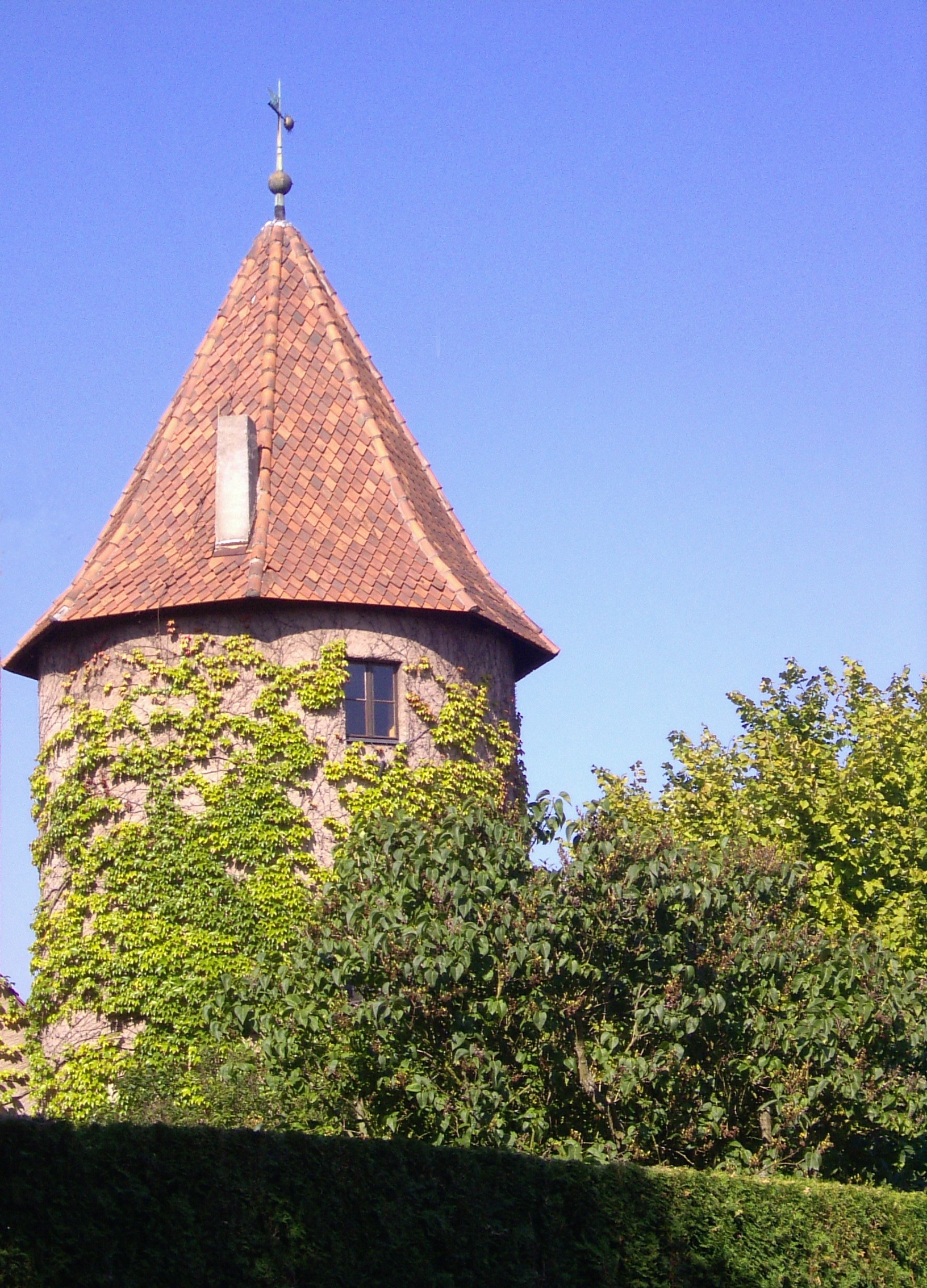
Wieża Lindenturm

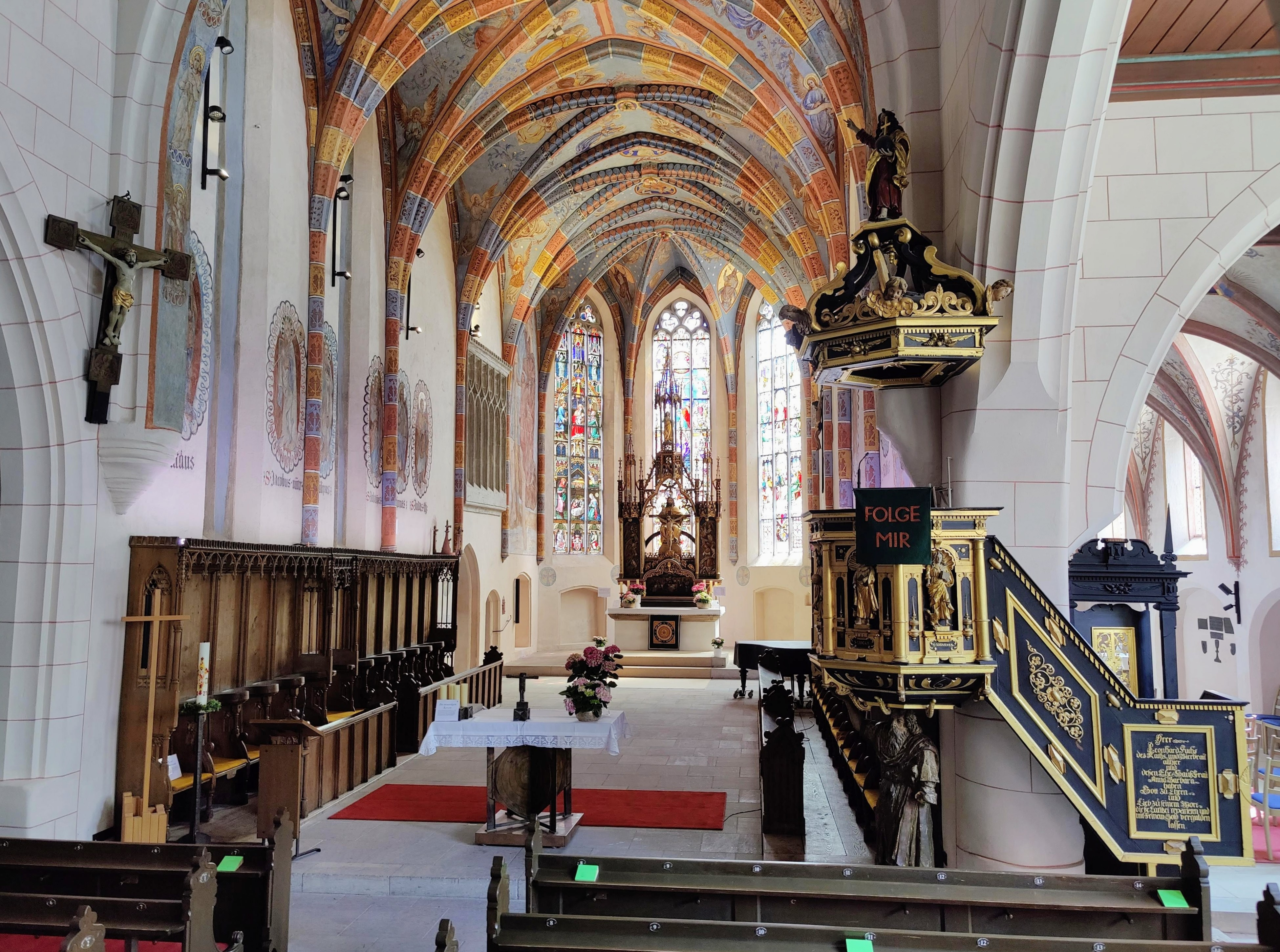
Kościół miejski

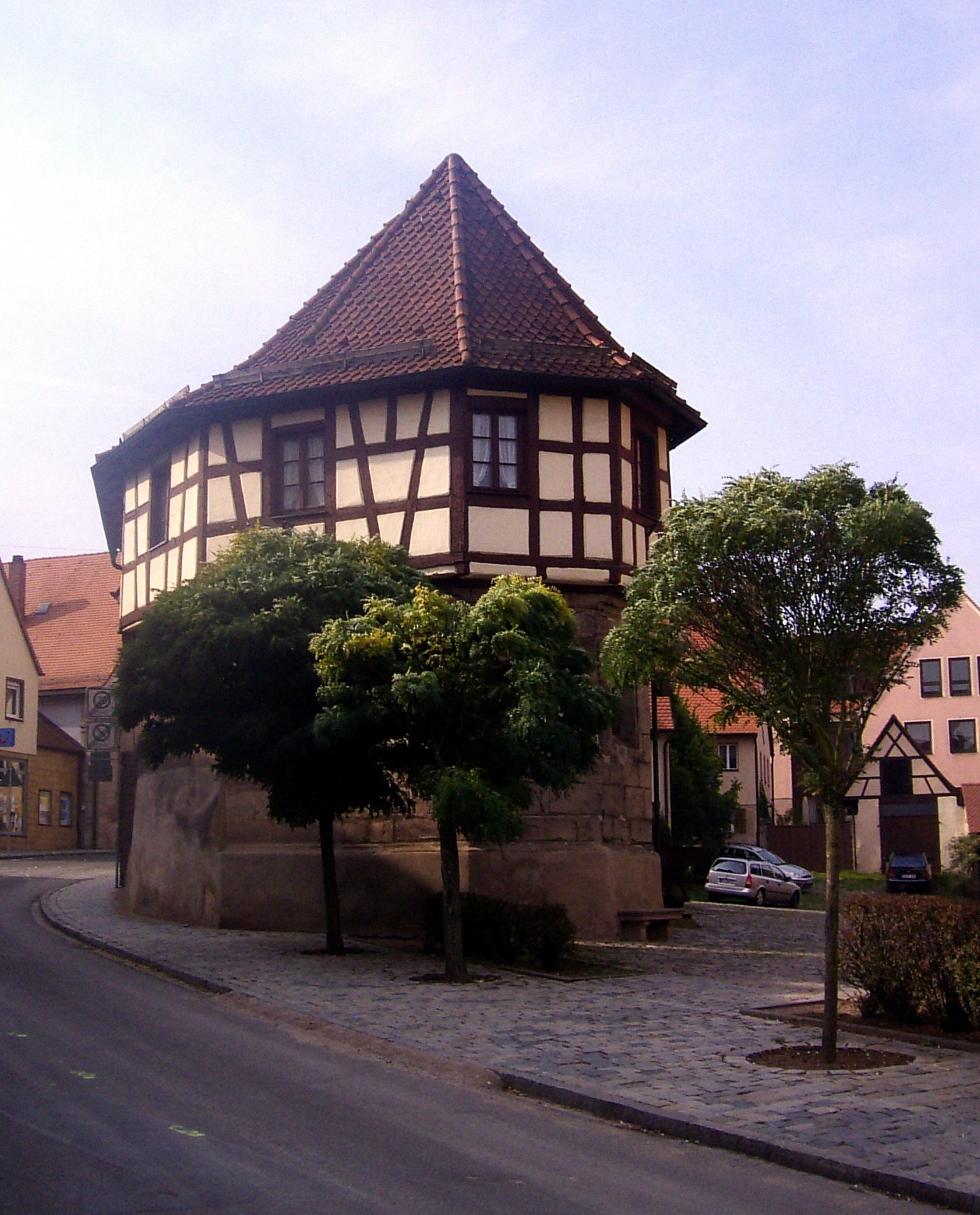
Muzeum Regionalne (Heimatmuseum)

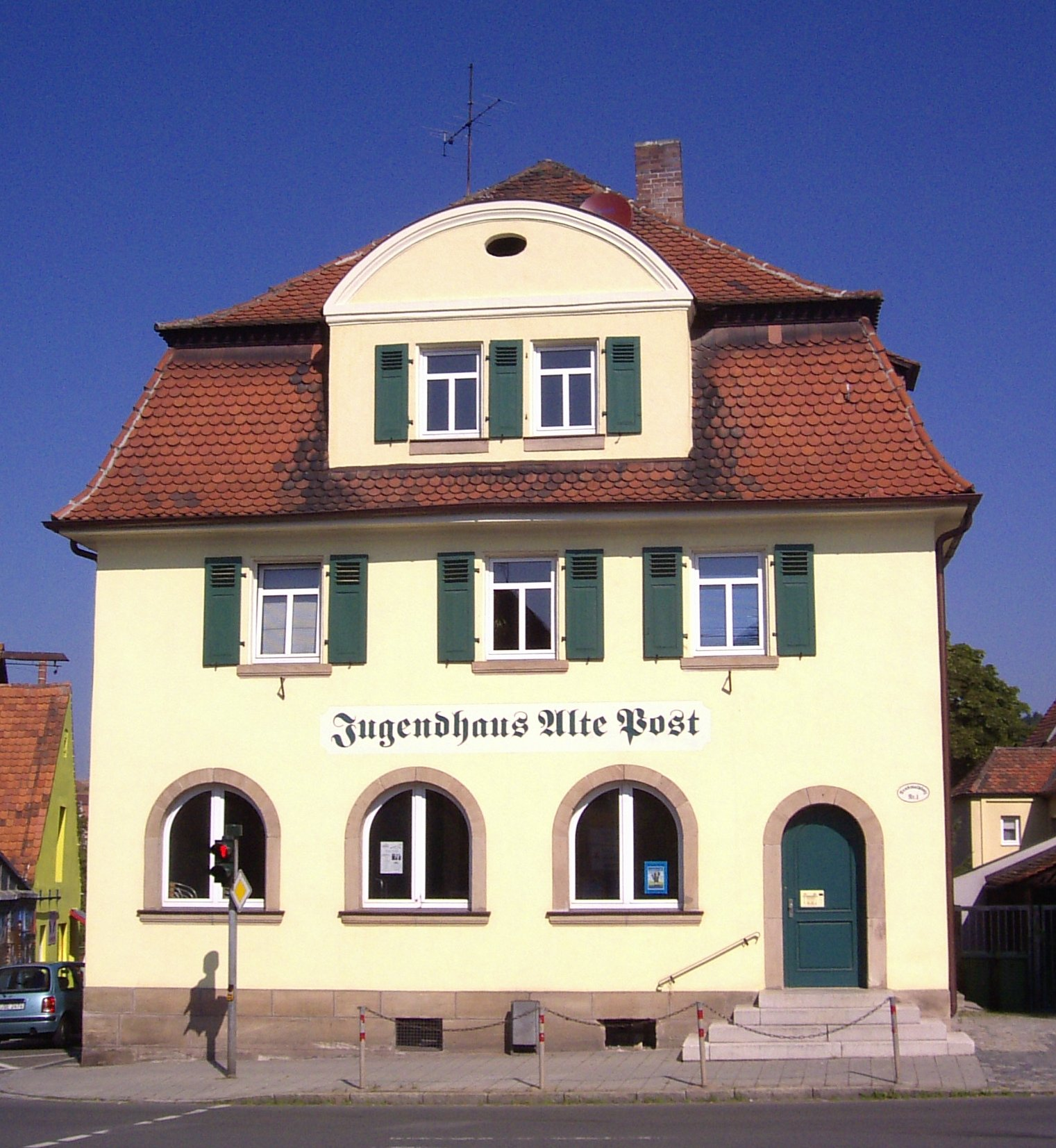
Centrum Spotkań Młodzieżowych Alte Post

Gmina składa się z następujących części:
Alitzberg, Burggrafenhof, Erlachskirchen, Gauchsmühle, Göckershof, Hagenmühle, Hammermühle, Hammerschmiede, Hardhof, Hausen, Heinersdorf, Horbach, Keidenzell, Kirchfembach, Klaushof, Langenzenn, Laubendorf, Lohe, Lohmühle, Ödenhof, Stinzendorf, Wasenmühle, Wittinghof.

## Historia
Najstarsze dowody na istnienie siedlisk ludzkich na terenie obecnego miasta pochodzą z mezolitu (11000-7000 p.n.e.). Wykopane na rynku elementy umocnień datowane są na rok 497 n.e.
Pierwsze wzmianki pisane pochodzą z roku 954 i dotyczą informacji o sejmiku zwołanym w miejscowości Zenna na 16 czerwca przez króla Niemiec, późniejszego cesarza Ottona I Wielkiego. W 1021 cesarz Henryk II Święty podarował miejscowość wraz z Herzogenaurach Archidiecezji bamberskiej. W 1248 roku Zenna stała się własnością burgrabich norymberskich Hohenzollernów.
Na rok 1329 datowana jest pierwsza wzmianka o Langenzenn. Kilka lat później miejscowość otrzymała prawo targowe. W 1360 Langenzenn otrzymał prawa miejskie, a z Cadolzburga został przeniesiony sąd drugiej instancji, który mógł orzekać również karę śmierci, o czym do dziś przypomina Galgenberg (pol. Góra szubieniczna) znajdująca się we wschodniej części miasta. 20 stycznia 1361 miasto otrzymało od cesarza Karola IV Luksemburskiego prawo do bicia własnej monety i tym samym posiadło wszystkie prawa jakie mogło zdobyć miasto średniowieczne w Niemczech. Podczas wojny miast w roku 1388, prowadzonej pomiędzy Związkiem Miast Szwabii a książętami bawarskimi, miasto zostało doszczętnie zniszczone.
Podczas Wojny trzydziestoletniej (1618–1648) miasto padło wielokrotnie ofiarą szabrowników i wielu mieszkańców szukało schronienia w Norymberdze. W latach 1721–1727 powstał na miejscu w 1720 spalonego ratusza, nowy ratusz. Od 1791 do 1806 miejscowość należała do Prus. W 1806 jako część Księstwa Ansbach powróciła do Królestwa Bawarii.

## Demografia
| Rok  | Liczba mieszkańców |
| ---- | ------------------ |
| 1809 | 1659               |
| 1939 | 2816               |
| 1945 | 2840               |
| 1950 | 4277               |
| 1970 | 5337               |
| 1987 | 8280               |
| 2004 | 10 700             |

## Zabytki
- zespół klasztorny, ze szczególnie dobrze zachowanymi krużgankami
- Kościół pod wezwaniem św. Jerzego (St. Georg), a w nim zabytkowa chrzcielnica
- mury i umocnienia obronne z XIV wieku
- ratusz z 1727 roku.

## Polityka
W Radzie Miasta zasiada 24 radnych: CSU 11, SPD 8, Zieloni 1, FDP 4.

## Osoby urodzone w Langenzenn
- Sebastian Artomedes, teolog
- Marie Dollinger, biegaczka
- Brunhilde Hendrix, biegaczka